# 이순민
이순민(李淳敏, 1994년 5월 22일 ~ )는 대한민국의 축구 선수로 포지션은 중앙 미드필더, 수비형 미드필더, 오른쪽 풀백이며 현재 K리그1 대전 하나 시티즌 소속이다.

## 구단 경력
2017 시즌을 앞두고 광주 FC에 입단했다.
2018 시즌을 앞두고 사회복무요원 복무를 위해 포천시민축구단으로 임대되었다.
2020년 6월, 원소속팀인 광주로 복귀했다. 2021년 7월 21일에 치러진 강원 FC와의 경기에서 프로 데뷔골을 기록했다.
2022년에는 광주를 강등된 지 1시즌 만에 K리그1에 승격시키는 데 일조하였으며 시즌 종료 후 K리그2 베스트 11에 선정되었다.

## 개인사
SHOW ME THE MONEY 10에 지원 영상을 올릴 정도로 랩에 대한 애착을 갖고 있으며 소속팀인 광주가 승격을 확정 지은 2022 시즌이 끝나고 나서는 자신만의 신곡을 발표할 계획이 있음을 밝힌 후 2022년 10월 24일에 열렸던 2022년 K리그 시상식에 축하공연을 했다.
랩 네임은 WERO로 현재 '위로's위로'라는 유튜브 채널을 운영하며 '래퍼 국가대표'로도 알려져 있다.
이순민의 친형인 이순석은  울산 현대에서 비디오 분석관으로 활동했다.

## 수상

### 팀
- K리그2 우승: 2022

### 개인
- K리그2 베스트 11: 2022
- K리그1 베스트 11: 2023